# Чемп (Міссурі)
Чемп (англ. Champ) — селище (англ. village) в США, в окрузі Сент-Луїс штату Міссурі. Населення — 10 осіб (2020).

## Географія
Чемп розташований за координатами 38°44′41″ пн. ш. 90°27′12″ зх. д. / 38.74472° пн. ш. 90.45333° зх. д. (38.744830, -90.453467).  За даними Бюро перепису населення США в 2010 році селище мало площу 2,10 км², уся площа — суходіл.

## Демографія
Згідно з переписом 2010 року, у селищі мешкало 13 осіб у 6 домогосподарствах у складі 3 родин. Густота населення становила 6 осіб/км².  Було 6 помешкань (3/км²).
Расовий склад населення:
| - 100,0 % — білих |

До двох чи більше рас належало 0,0 %. Частка іспаномовних становила 0,0 % від усіх жителів.
За віковим діапазоном населення розподілялося таким чином: 15,4 % — особи молодші 18 років, 61,5 % — особи у віці 18—64 років, 23,1 % — особи у віці 65 років та старші. Медіана віку мешканця становила 57,5 року. На 100 осіб жіночої статі у селищі припадало 116,7 чоловіків;  на 100 жінок у віці від 18 років та старших — 83,3 чоловіків також старших 18 років.
Середній дохід на одне домашнє господарство  становив 42 180 доларів США (медіана — 41 250), а середній дохід на одну сім'ю — 42 180 доларів (медіана — 41 250). 
Цивільне працевлаштоване населення становило 2 особи. Основні галузі зайнятості: фінанси, страхування та нерухомість — 100,0 %.